# بيتر غريفين
بيتر غريفين (بالألمانية: Peter Griffin)‏ هو مغني ألماني، ولد في 17 ديسمبر 1939، وتوفي في 17 يناير 2007.

## وصلات خارجية
- بيتر غريفين على موقع ميوزك برينز (الإنجليزية)
- بيتر غريفين على موقع ديسكوغز (الإنجليزية)